# Władysław Kazimierzowic
Władysław Kazimierzowic, auch Wladislaus von Teschen; polnisch: Władysław cieszyński; tschechisch: Vladislav těšínský, (* um 1325/1331 wahrscheinlich in Teschen; † 1355 in Pisa) war ein polnischer Prinz im Herzogtum Teschen. Er entstammte dem Teschener Zweig der Schlesischen Piasten.

## Leben
Władysław war der älteste Sohn von Kasimir I. und Euphemia von Masowien, Tochter von Trojden I., Herzog in Masowien. Sein genaues Geburtsdatum ist unbekannt. Urkunden belegen jedoch, dass er zwischen 1325 und 1331 geboren sein muss.
Auf Anraten seines Vaters biederte sich Władysław dem Böhmischen König und späteren Römisch-deutschem Kaiser Karl IV. von Luxemburg an. Dies zeigt sich auch darin, dass er in den Jahren 1347–1355 alle wichtigen Ereignisse des Königs bezeugt hat. Władysław wurde außerdem schon in seinen Zwanzigern zum Hofrichter ernannt. Er war auch bei der Kaiserkrönung von Karl IV. am 5. April 1355 in Rom anwesend.

## Tod
Władysławs letzte schriftliche Erwähnung stammt vom 15. Mai 1355, da er auf dem Rückweg aus Italien in Pisa verstarb. Dem italienischen Chronisten Matteo Villani zufolge starb Władysław aufgrund einer Aalvergiftung bei einem Gastmahl in Florenz. Möglicherweise wurde er von Gegenspielern des Kaisers vergiftet. Daraufhin verließ der Kaiser das antikaiserliche Pisa schnellstmöglich, während der schlesische Prinz seine letzte Ruhestätte dort im Dom zu Pisa fand. Da Władysław noch 3 Jahre vor seinem Vater starb, erhielt er nie den Herzogstitel, welchen daraufhin sein jüngerer Bruder Przemislaus I. erhielt.